# Mónica Ridruejo
Mónica Ridruejo Ostrowska (San Francisco, 25 de abril de 1963) es una política y ejecutiva española.

## Biografía
Hija del arquitecto Juan Antonio Ridruejo, nació en Estados Unidos, aunque se trasladó con su familia a Madrid muy joven. Sobrina de Félix Pastor Ridruejo.
Licenciada en Ciencias Económicas por el Mount Holyoke College, de Massachusetts, con calificación magna cum laude, en 1983. Fue nominada para el Phi Beta Kappa Society, sociedad honorífica de excelencia académica. Sus primeros pasos profesionales los da en el Chase Manhattan Bank, Arthur Young y en Citibank, y posteriormente en el First National Bank of Chicago, tanto en España como en Estados Unidos. De regreso a España, ocupa cargos de responsabilidad en empresas de asesoramiento financiero. En 1989 creó la sociedad Corppenta, S.A., de consultoría estratégica y financiera, para la constitución de empresas, fusiones y adquisiciones y acuerdos estratégicos, al sector audiovisual, las comunicaciones, telecomunicaciones y nuevos medios, entre otros sectores de actividad. Representó a Canal + Francia, el Grupo Anschutz, y otros grupos internacionales y nacionales; y ha sido miembro de la Asociación de Asesores Consultores Europeos en Comunicación y del International Council of the National Academy of Television Arts and Sciences.
En mayo de 1996 fue designada, durante el primer gobierno de José María Aznar, directora general de Radiotelevisión española. Su mandato se caracterizó por la gestión independiente y profesional del mayor grupo audiovisual en España, pero en una situación de quiebra técnica y de falta de adecuación al mercado. Diseñó un plan de reestructuración para su aprobación por el Gobierno y el Parlamento, así como una cuidada gestión de contenidos en la programación de la televisión, la radio y otros medios.  En ese sentido, presentó al Gobierno un Plan de Renovación en diciembre de 1996 y dirigió el lanzamiento de una oferta de canales digitales para su emisión nacional e internacional. Sin embargo dimitió en 1997, un año después de su nombramiento, porque el gobierno no tenía intención de reestructurar el Ente Público dependiente del Estado.
Entre 1999 y 2004 fue diputada al Parlamento Europeo, al presentarse en las listas del Partido Popular como independiente. En esta etapa, es miembro promotor y Fundador y Consejera del patronato de la Fundación Europea de Internet, y miembro del Trans Atlantic Policy Network. Diseña y coordina la Cumbre internacional Europa en la Economía de Internet, celebrada en Madrid.
Desde 1997 también ha emprendido actividades empresariales a través de Dragonaria, S.L., sociedad especializada en las fusiones y adquisiciones, el asesoramiento estratégico, etc. en sectores de telecomunicaciones, televisión, producción audiovisual e Internet, IT, energía y otros sectores.
Ha sido consejera de diversas sociedades, entre otras, Vodafone Spain, Tecnocom, Boca Boca producciones, y miembro del patronato del Museo Nacional Centro de Arte Reina Sofía, y miembro del Círculo de Economía de Mallorca, entre otros. Actualmente, es miembro del Consejo, como Independiente, de Tecnocom S.A., Grupo Nostrum RNL, S.A., y del International Advisory Board del Instituto de Empresa.
Asimismo, es artista plástico, con obra figurativa al óleo, y en acrílico y técnicas mixtas. Desde 2009, ha expuesto en diversas ciudades españolas y ferias internacionales.